# AccessTV
AccessTV（アクセステレビ）は、国際通信・メディア・人材派遣事業を行っている株式会社アイ・ピー・エスが運営する、東経144度CSデジタル電気通信役務利用放送（衛星役務利用放送）事業。いずれも日本語以外の放送で、フィリピンチャンネル、タイチャンネル、インドネシアチャンネルの3サービスがある。

## 概要
- 東経144度の対地静止軌道に位置するスカパーJSAT保有の通信衛星、SUPERBIRD Cの電気通信サービスを利用した放送。
- アンテナは東経144度専用アンテナのほか、東経124・128度CS放送のスカパー!用アンテナの方向を変え流用することも可能。また、同種放送を行うHOP TVにも同じ設定で使用できる。但し、チューナはAccessTV専用のものが必要。
- チューナは共通であるが、視聴契約はサービスごとにそれぞれ独立している。問い合わせ先は各サービスごとに異なり、チャンネル供給元所在地域の公用語、及び日本語での対応をしている。
- アイ・ピー・エスは国際電話などを扱う電気通信事業者でもあり、受信料等にクレジットカード (日本)や銀行引落といった一般的な決済方法のほか、自社発行の国際電話カード「AccessPlus（アクセスプラス）」を使用した決済も可能となっている。

## チャンネル供給元

### フィリピンチャンネル
2005年2月に開始した、フィリピン語（タガログ語）及び英語主体の放送（テレビ・ラジオ各3チャンネル）。
テレビ放送
- GMAチャンネル7
- GMA Life TV(英語)
- FOXチャンネル

ラジオ放送
- DZBB
- ラジオ・ミンダナオ・ネットワーク
- ドリームFM

以上6チャンネルのセット契約のみ。

### タイチャンネル
タイ語による放送（テレビ1チャンネル）。2005年10月開始。
- TGNチャンネル (タイ)(英語)

### インドネシアチャンネル
インドネシア語による放送（テレビ1チャンネル）。2007年4月開始。
- メディア・ヌサンタラ・チトラ(MNC)（英語）